# Салчия (Шолданештский район)
Салчия (рум. Salcia) — село в Шолданештском районе Молдавии. Является административным центром коммуны Салчия, включающей также село Лелина.

## География
Село расположено на высоте 143 метра над уровнем моря.

## Население
По данным переписи населения 2004 года, в селе Салчия проживает 1031 человек (511 мужчин, 520 женщин).
Этнический состав села:
| Национальность | Число жителей | Процентный состав |
| -------------- | ------------- | ----------------- |
| молдаване      | 1026          | 99,52             |
| украинцы       | 4             | 0,39              |
| прочие         | 1             | 0,1               |
| Всего          | 1031          | 100 %             |